# Noah Joel Sarenren Bazee
Noah Joel Sarenren Bazee (Stadthagen, 21 agosto 1996) è un calciatore tedesco, centrocampista dell'Arminia Bielefeld.

## Caratteristiche tecniche
È un esterno destro.

## Carriera
Cresciuto nelle giovanili dell'Hannover 96, debutta l'8 aprile 2016 nel match pareggiato 2-2 contro l'Hertha Berlino.

## Statistiche

### Presenze e reti nei club
Statistiche aggiornate al 3 giugno 2017.
| Stagione          | Squadra           | Campionato        | Campionato | Campionato | Coppe nazionali | Coppe nazionali | Coppe nazionali | Coppe continentali | Coppe continentali | Coppe continentali | Altre coppe | Altre coppe | Altre coppe | Totale | Totale |
| Stagione          | Squadra           | Comp              | Pres       | Reti       | Comp            | Pres            | Reti            | Comp               | Pres               | Reti               | Comp        | Pres        | Reti        | Pres   | Reti   |
| ----------------- | ----------------- | ----------------- | ---------- | ---------- | --------------- | --------------- | --------------- | ------------------ | ------------------ | ------------------ | ----------- | ----------- | ----------- | ------ | ------ |
| 2015-2016         | Hannover 96       | 1B                | 5          | 0          | CG              | 0               | 0               |                    | -                  | -                  |             | -           | -           | 5      | 0      |
| 2016-2017         | Hannover 96       | 2B                | 13         | 1          | CG              | 1               | 0               |                    | -                  | -                  |             | -           | -           | 14     | 1      |
| Totale Sandhausen | Totale Sandhausen | Totale Sandhausen | 18         | 1          |                 | 1               | 0               |                    | -                  | -                  |             | -           | -           | 19     | 1      |
| Totale carriera   | Totale carriera   | Totale carriera   | 18         | 1          |                 | 1               | 0               |                    | -                  | -                  |             | -           | -           | 19     | 1      |

## Palmarès

### Club

#### Competizioni nazionali
- 3. Liga: 1

Arminia Bielefeld: 2024-2025